# Wepwawet
Wepwawet (Upuaut) – "Otwierający Drogi", w mitologii egipskiej wojowniczy bóg o głowie szakala lub psa. Był przewodnikiem zmarłych (hypomposem) i Re podczas jego nocnej wędrówki oraz patronem karawan. Przedstawiany jako postać stojąca lub leżąca.

## Kult
Czczony był w XIII nomie górnoegipskim od czasów predynastycznych i w Sais. Odgrywał ważną rolę w kulcie Horusa jako jego sługa i przewodnik bogów. W Abydos uznawano go za boga zmarłych. Pod imieniem Upuaut utożsamiany z Anubisem. Przedstawiany także z gotową do ataku kobrą u nóg albo jako pies.